# Premier ministre de Belgique
Le Premier ministre de Belgique (en néerlandais : premier van België ou eerste minister van België; en allemand : Premierminister von Belgien) est le chef du gouvernement fédéral du royaume de Belgique dont il coordonne l'action. Par opposition, les chefs de gouvernement des entités fédérées que sont les Régions et les Communautés sont appelés des ministres-présidents.
Le siège officiel du gouvernement belge, appelé Chancellerie, se trouve 16, rue de la Loi, connue aussi comme « le 16 ». La Résidence du Premier ministre de Belgique, située rue Lambermont, est communément appelée « le Lambermont ».

## Histoire
En 1790, le Congrès souverain des États belgiques unis siégeait à Bruxelles et était composé de représentants de chacune des huit provinces. Henri van der Noot servi en qualité de président du Congrès national, en conservant le titre de ministre plénipotentiaire ayant précédemment porté le titre de ministre plénipotentiaire du Brabant. Ce titre disparaîtra à la reconquête de la Belgique par les Autrichiens.
Dès 1830, les gouvernements formés portaient le nom du ministre qui les avait constitués. Cependant, ce formateur n'avait pas de statut spécifique. En effet, dès 1831, le roi présidait les Conseils des ministres. Cependant, cette fonction s'est élargie et celui qui portait le titre de « chef de cabinet » devint bientôt compétent pour proposer au roi les titulaires des portefeuilles. Ce « chef de cabinet » avait aussi pour fonction de présider en l'absence du roi.
En 1918, le terme de Premier ministre fut utilisé pour la première fois dans les documents officiels. C'est à cette date qu'il obtint aussi un cabinet. Peu à peu, le roi se fit remplacer de plus en plus souvent par le Premier ministre qui vit son poste prendre de l'importance. Cependant, il continuait d'exercer un autre portefeuille.
Après la Seconde Guerre mondiale, le Premier ministre s'est réellement affirmé comme chef de gouvernement. Souvent à la tête d'une coalition gouvernementale, le Premier ministre joue le rôle de conciliateur entre les ministres des différents partis.
Ce n'est pourtant qu'en 1970 que le titre de Premier ministre est inscrit dans l'article 86 de la Constitution belge (devenu l'article 99 depuis la renumérotation de 1994).

## Nomination
Dès le lendemain des élections fédérales, le Premier ministre en fonction présente la démission de son gouvernement au roi. Ce dernier confie alors au gouvernement démissionnaire la tâche de gérer les affaires courantes jusqu'à la formation d'un nouveau gouvernement.
Le roi consulte alors un certain nombre de personnalités politiques afin de déterminer les possibilités de formation d'un nouveau gouvernement. Il rencontre notamment les présidents de la Chambre, du Sénat, des principaux partis et des personnalités du monde politique et socio-économique.
Après ces consultations, le roi désigne un informateur ou un formateur. Si le roi désigne un informateur, ce dernier sera chargé de rassembler les informations auprès des différents partis quant à leur revendication concernant la formation du nouveau gouvernement. Après ces consultations, l'informateur fait un rapport au roi afin d'aider celui-ci à chercher un formateur.
Cependant, le roi peut directement désigner un formateur qui a pour mission, comme l'indique son nom, de former un gouvernement. S'il y parvient, il est généralement nommé Premier ministre du gouvernement nouvellement formé par le roi.

## Fonction

### Formation et démission du gouvernement
Le rôle du Premier ministre dans la formation et la démission des gouvernements a été inscrit dans la Constitution belge en 1993 (article 96). Il décide de la répartition des compétences et règle les conflits au sein du gouvernement.

### Coordination des politiques gouvernementales
En plus de la coordination de la politique du gouvernement, le Premier ministre doit également s'assurer que l'accord ayant vu naître la coalition soit respecté. Il préside les réunions du Conseil des ministres et du Conseil ministériel restreint, le « kern ». Au Parlement, il répond aux interrogations des députés et sénateurs sur les politiques menées.
Il dépose, avec ses ministres, des projets de loi qu'ils exposent aux commissions compétentes.

### Représentation
En tant que représentant du gouvernement auprès des principales institutions, il est régulièrement reçu par le roi, constitutionnellement charge du pouvoir exécutif.
Il représente aussi le gouvernement lors de ses déplacements en Belgique, dans d'autres États, ou dans les différentes organisations internationales (de concert avec le ministre des Affaires étrangères).

## Vice-Premier ministre
Le Premier ministre est assisté par des vice-Premiers ministres. Ensemble, ils forment le cabinet intérieur (dit « kern »), où les principales décisions sont préparées pour le Conseil des ministres. Il est habituel que chaque vice-Premier ministre nommé appartienne à un parti différent. L'un d'eux remplace le Premier ministre en son absence.

## Anciens Premiers ministres encore vivants
Depuis février 2025, huit anciens premiers ministres sont toujours en vie, le plus âgé étant Mark Eyskens (1981, né en 1933).

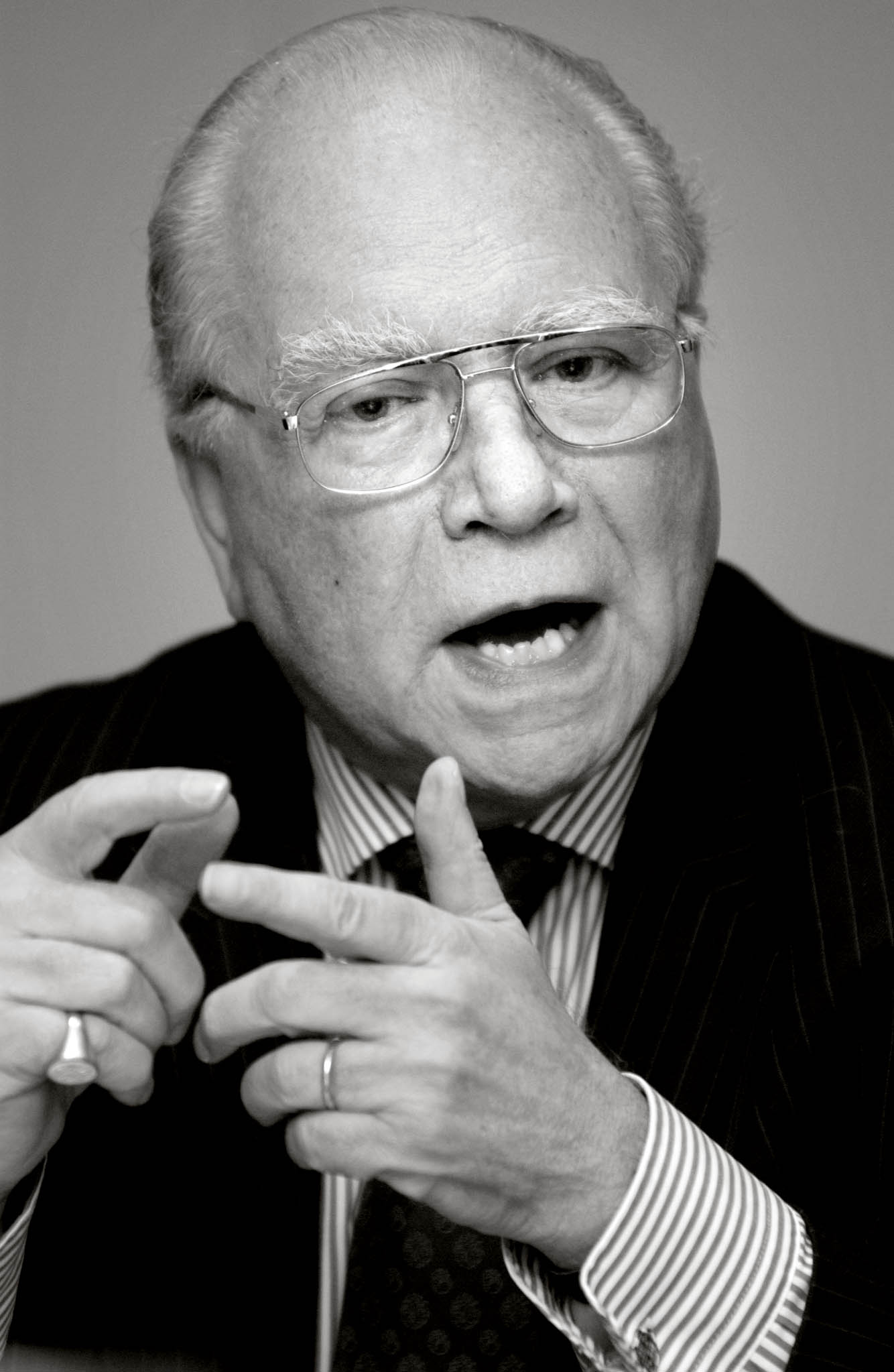
Mark Eyskens né le 29 avril 1933 (92 ans) (1981).
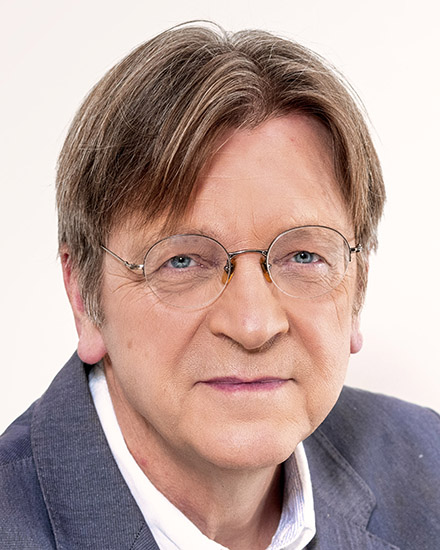
Guy Verhofstadt né le 11 avril 1953 (72 ans) (1999-2008).
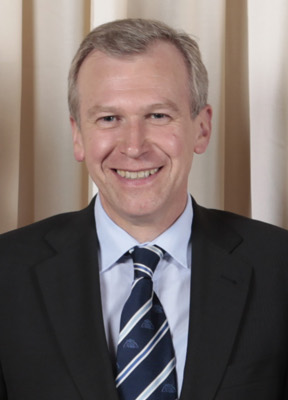
Yves Leterme né le 6 octobre 1960 (64 ans) (2008) (2009-2011).
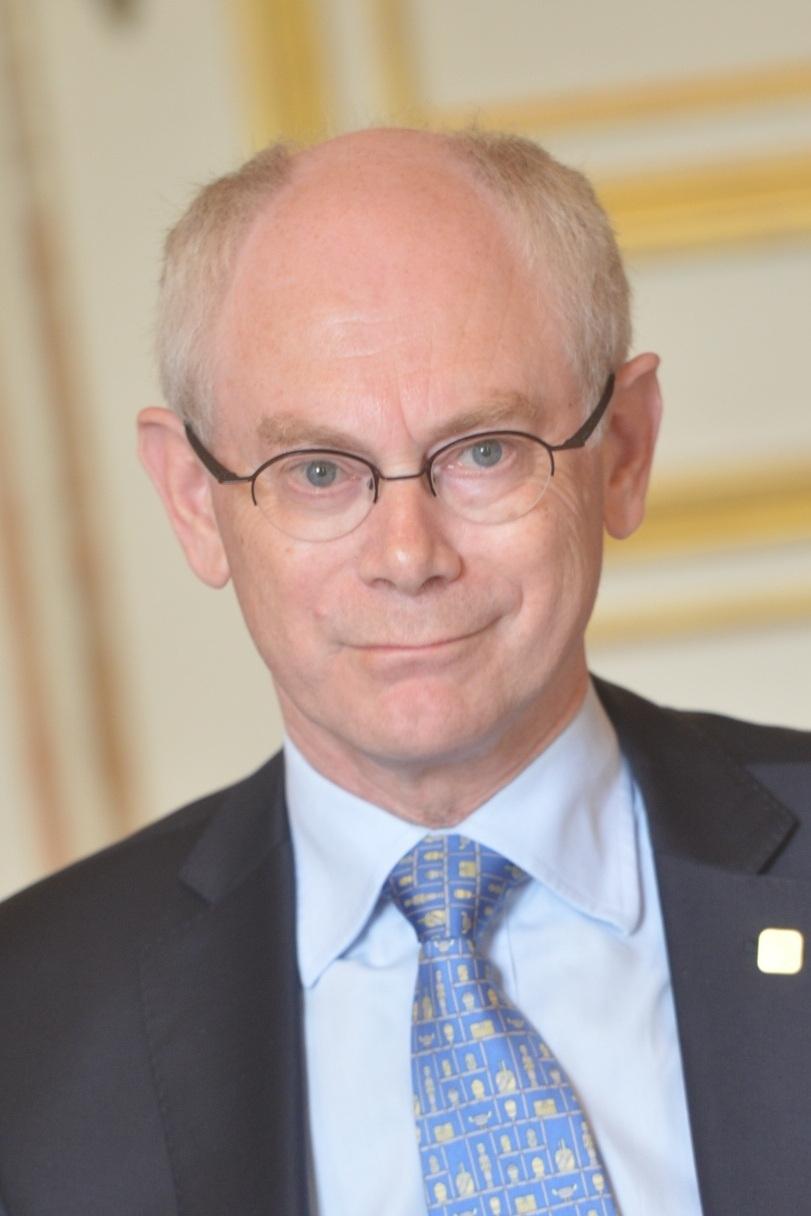
Herman Van Rompuy né le 31 octobre 1947 (77 ans) (2008-2009).
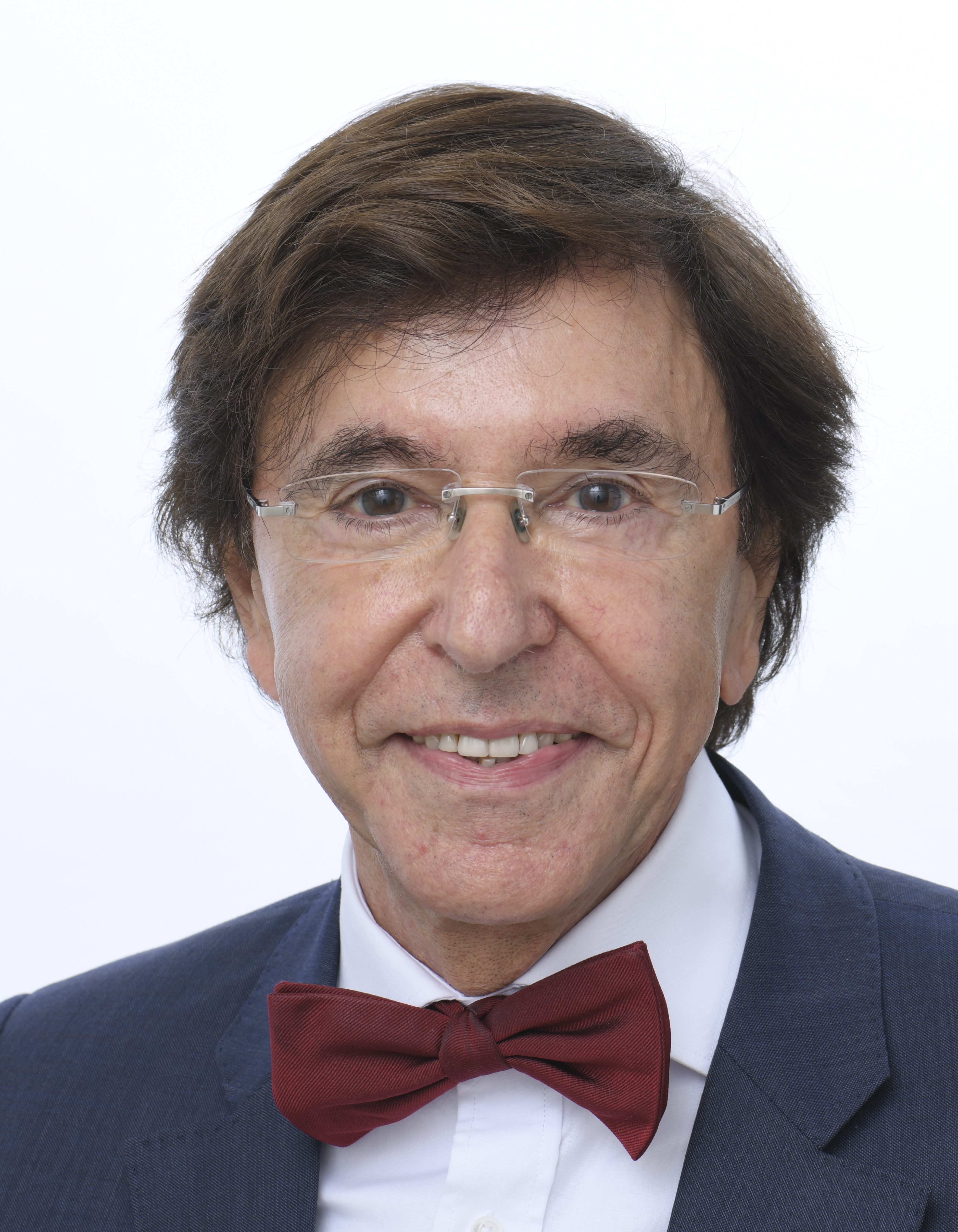
Elio Di Rupo né le 18 juillet 1951 (73 ans) (2011-2014).
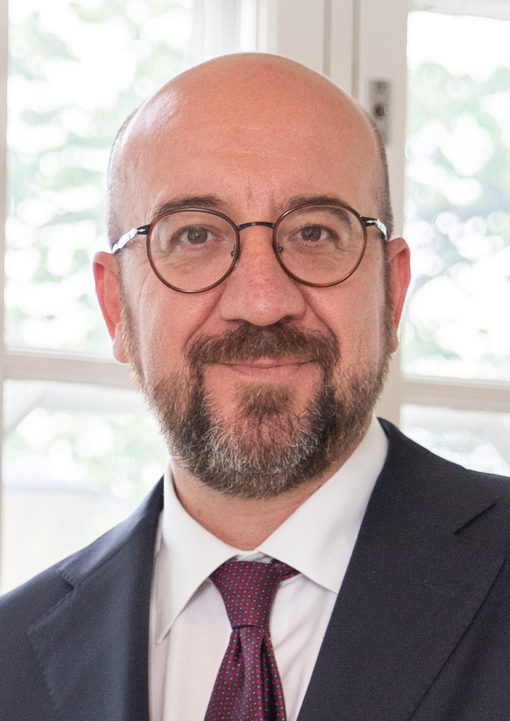
Charles Michel né le 21 décembre 1975 (49 ans) (2014-2019).
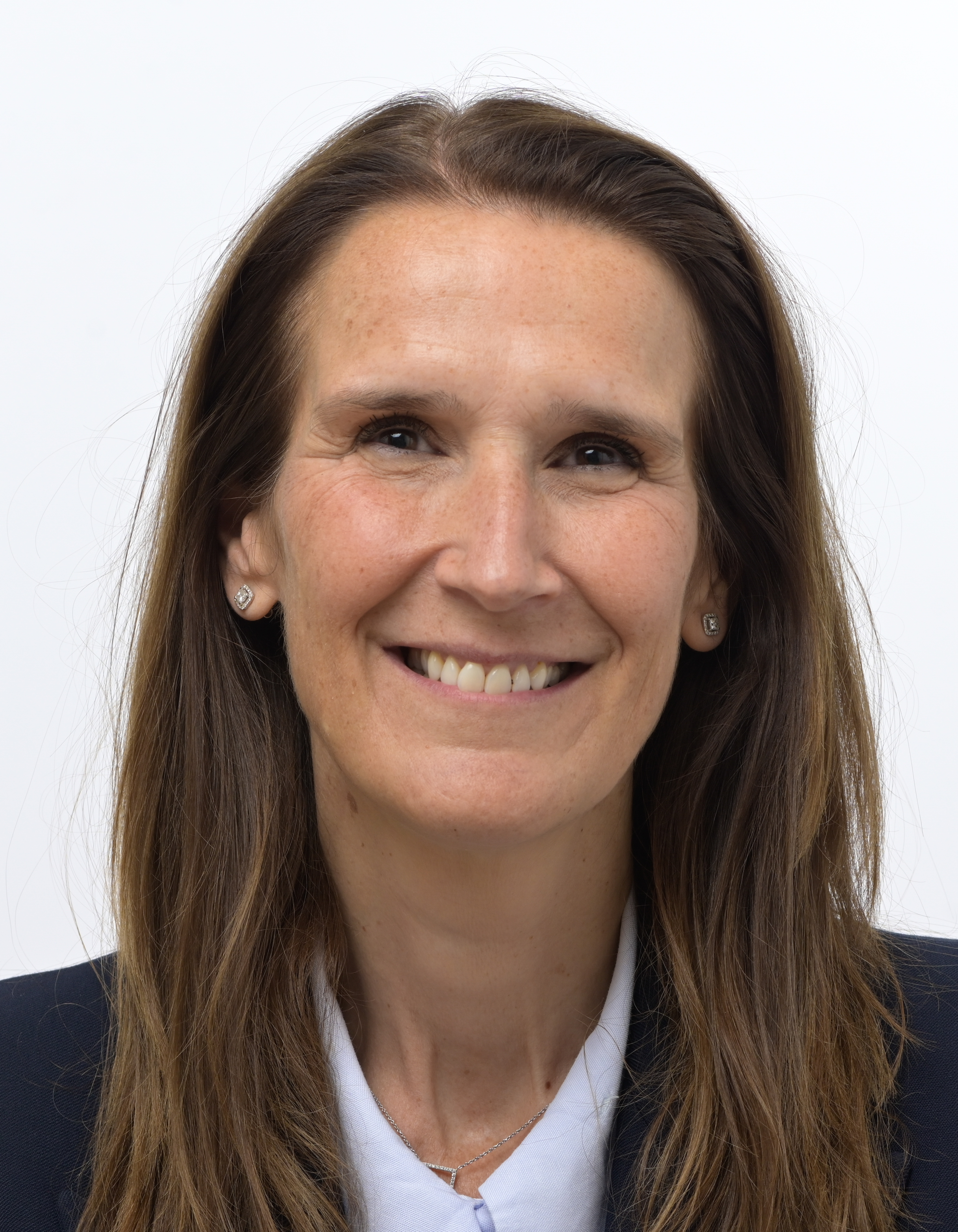
Sophie Wilmès née le 15 janvier 1975 (50 ans) (2019-2020).
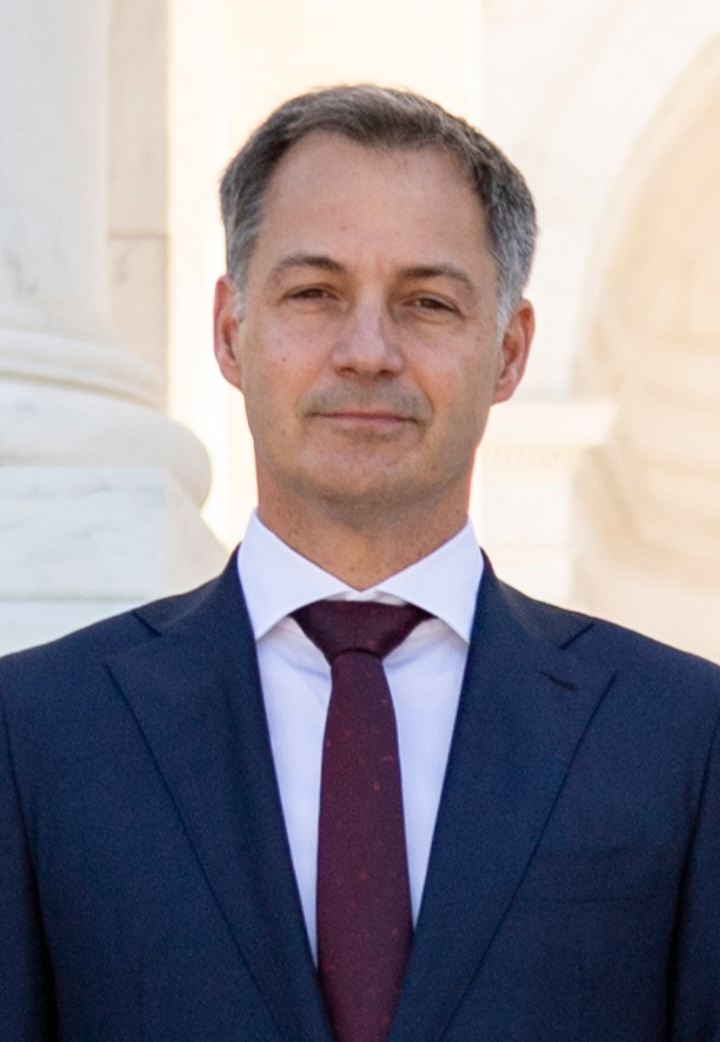
Alexander De Croo né le 3 novembre 1975 (49 ans) (2020-2025).

## Sources
- (nl) Cet article est partiellement ou en totalité issu de l’article de Wikipédia en néerlandais intitulé « Premier (België) » (voir la liste des auteurs).

## Compléments